# Acropora tizardi
Acropora tizardi е вид корал от семейство Acroporidae.

## Разпространение
Видът е разпространен в Австралия, Виетнам, Индонезия, Камбоджа, Малайзия, Провинции в КНР, Сингапур, Тайван, Тайланд и Филипини.